# هیولا و گوریل
هیولا و گوریل (انگلیسی: The Monster and the Ape) فیلمی در ژانر علمی تخیلی است که در سال ۱۹۴۵ منتشر شد. از بازیگران آن می‌توان به رابرت لووری اشاره کرد.